# Bart the Bad Guy
«Bart the Bad Guy» (с англ. — «Барт — злодей») — четырнадцатая серия тридцать первого сезона мультсериала «Симпсоны». Впервые вышла 1 марта 2020 года в США на телеканале «FOX».
По сюжету, Барт случайно смотрит новый супергеройский фильм за месяц до его выхода и использует свои знания, чтобы терроризировать других фанатов, угрожая проспойлерить его. Два исполнительных продюсера фильма пытаются помешать Барту распространять новости общественности. Серия получила положительные отзывы.
Эпизод пародирует кинематографическую вселенную Marvel и фильмы о Мстителях, в частности, феномен спойлеров, вращающийся вокруг фильмов «Мстители: Война бесконечности» и «Мстители: Финал». Кинопродюсер КВМ Кевин Файги, режиссёры «Войны бесконечности» и «Финала» Джо и Энтони Руссо, а также актриса КВМ Коби Смолдерс озвучивают эпизодические роды. Муж Смолдерс, Таран Киллам, также приглашённая звезда.

## Сюжет
Многочисленные жители Спрингфилда смотрят «Защитники Кристальная война», новый фильм супергеройской франшизы кинематографической Вселенной Marble о супергероях «Защитниках» (англ. «Vindicator»). Когда фильм заканчивается на важном моменте, в котором злодей убивает героев фильма, зрители испытывают эмоциональное воздействие мрачной концовки, и они с нетерпением ожидают заключительного сиквела, который выйдет в следующем году, к их большому нетерпению.
Спустя 11 месяцев и за месяц до выхода фильма «Защитники Кристальная война 2: Возрождение», Милхаус получил травму, когда Барт пытался сделать трюк для YouTube. Одна из звёзд «Защитников», актёр Глен Танжер, который играет супергероя Выстрела в Воздух, ошибочно принимает Барта за Милхауса, когда тот навещает друга в больнице, и теряет сознание в нетрезвом состоянии.
Барт берёт его ноутбук, где находит и просматривает той ночью фрагмент выпущенного продолжения «Защитников». Со знанием раскрытия ключевых моментов и сюжетов фильма, Барт решает посетить продавца комиксов, чтобы обменять спойлеры на дорогой комикс. Но продавец комиксов раздаёт все свои товары, чтобы он не заспойлерил фильм. Понимая, какую силу он имеет, вооружившись спойлерами фильма, Барт решает шантажировать город, угрожая заспойлить концовку фильма.
Когда Барт пытается шантажировать Гомера, он заключает с ним сделку, позволяя ему мошенничать в обмен на бесплатное пиво от Мо. Барт также использует Лизу, давая ей возможность танцевать с Выстрелом в Воздух (в исполнении Танжера) на школьных танцах. После осознания того, что его сила ничего не будет значить, когда фильм наконец выйдет в кинотеатрах, шантаж Барта усиливается. Он заставляет горожан Спрингфилда построить для него новый большой дом на дереве.
Позже ночью Милхаус ругает Барта за то, что тот украл его визит с Выстрелом в Воздух. Внезапно, Барта похищает киностудия Marble, которой стало известно о шантаже Барта и знании спойлеров. Используя виртуальную реальность, руководители студии заставляют его поверить, что его спойлеры на самом деле убьют героев фильма в их вселенной.
В конце концов, Барт отказывается раскрывать спойлеры, удовлетворяя руководство студии. В результате, мальчик освобождает город от своего шантажа, и он успешно не спойлерит фильм, пока не начнётся премьера фильма. Тем не менее, первая аудитория Спрингфилда, увидевшая фильм в кинотеатре, непреднамеренно спойлерит фильм в социальных сетях…

## Производство
В октябре 2019 года сообщалось, что президент Marvel Studios Кевин Файги станет приглашенной звездой в роли инопланетного суперзлодея по имени Чиннос. В том же месяце был показан первый взгляд на персонажей, озвученных режиссёрами Энтони и Джо Руссо. В январе 2020 года был показан ещё один первый взгляд на персонажей, озвученных Коби Смолдерс и Тараном Килламом. В феврале 2020 года исполнительный продюсер Мэтт Селман представил рекламный постер эпизода.

## Культурные отсылки
Франшиза в этом эпизоде является пародией на кинематографическую вселенную Marvel под руководством приглашённой звезды Кевина Файги. Фильмы, участвующие в сюжете эпизода — пародии на фильмы «Мстители: Война бесконечности» и «Мстители: Финал», снятые приглашёнными звездами Энтони и Джо Руссо, и в которых участвовала приглашённая звезда Коби Смолдерс. Заключительные сцены отражают сцены в «Рождественской песни в прозе».

## Восприятие

### Просмотры
Во время премьеры на канале Fox серию просмотрели 1.66 млн человек с рейтингом 0.6, что сделало его самым популярным шоу на канале Fox в ту ночь.

### Отзывы критиков
Деннис Перкинс из The A.V. Club дал эпизоду оценку B, хваля пародийные элементы, но находя историю Гомера и Мардж слабой.
Джесси Шедин из IGN дал эпизоду 8 из 10, написав, что «если вы смотрите „Bart the Bad Guy“ только для того, чтобы увидеть, как КВМ снимает колышек, вы можете быть немного разочарованы. […] К счастью, [эпизод] находит другие, лучшие пути для изучения, высмеивая культуру спойлеров и заставляя знакомую формулу снова чувствовать себя свежей и захватывающей».
Тони Сокол из Den of Geek написал: «Bart the Bad Guy поражает самое сердце всей культуры комиксов». Продолжая: «Симпсоны остаются в курсе событий в этом эпизоде, тонко ссылаясь и высмеивая заговоры из комиксов». Он дал эпизоду 3 звезды из 5.

### Награды и номинации
На 73-й премии Гильдии сценаристов США сценарист Дэн Веббер был номинирован на премию Гильдии сценаристов США за лучший сценарий в анимационном телесериале за этот эпизод.